# Vladymyr Joerovsky
Vladimir Mikhailovitsj Yurovskij (Russisch: Владимир Михайлович Юровский) (Tarascha, Oblast Kiev, 20 maart 1915 – Moskou, 26 januari 1972) was een Oekraïens componist.

## Levensloop
Yurovskij werkte vanaf 11-jarige leeftijd in het Oekraïens theater, de opera en het ballet in Kiev. Hij heeft zich opgewerkt van souffleur tot assistent van de dirigent. Hij studeerde aan het Moskou Conservatorium P.I. Tsjaikovski (Russisch: Московская Государственная Консерватория им. П.И.Чайковского) in Moskou onder andere bij Nikolaj Jakovlevitsj Mjaskovski. Hij is afgestudeerd in 1938. 
In 1969 werd hij onderscheiden met de titel Verdienstelijke persoonlijkheid van de Kunsten RSFSRes.
Als componist schreef hij werken voor orkest, harmonieorkest, een opera, balletten, liederen en kamermuziek, maar vooral filmmuziek. 

## Composities

### Werken voor orkest
- 1936 Romances op de gedichten van P.B. Shellis
- 1940 Concert voor piano en orkest
- 1947 S.A.Esenina (Sergej Aleksandorvitsj Esenin)
- Vier symfonieën

### Werken voor harmonieorkest
- 1938 Dramatic march
- 1947 Victorious procession

### Muziektheater

#### Opera's
- 1940 Duma over Opanasa (Russisch: "Дума про Опанаса")

#### Balletten
- 1942 Die scharlachroten Segel (Russisch: "Алые паруса")
- 1952 Onder de hemel van Italië
- 1961 Vor der Morgendämmerung

### Vocale muziek
- Blauw ja het vrolijke land - (Russisch: Голубая да весёлая страна), voor tenor en orkest - tekst: Sergej Aleksandorvitsj Esenin
- De eerste sneeuw  - (Russisch: Первый снег), voor tenor en orkest - tekst: Sergej Aleksandorvitsj Esenin

### Kamermuziek
- Scherzo virtuoso, voor trompet en piano

### Filmmuziek
- 1938 Novaya Moskva (Russisch):Новая Москва
- 1939 Vysokaya nagrada
- 1939 Noch v sentyabre
- 1953 De mysterieuze vondsten (Russisch: Таинственная находка)
- 1954 Zolotaya antilopa
- 1955 De betoverde jong (Russisch: Заколдованный мальчик)
- 1956 V kvadrate 45 (Russisch): В квадрате 45
- 1956 Delo N. 306 (Russisch): Дело № 306
- 1957 Tsel' ego zhizni
- 1959 Vasili Surikov
- 1959 Staryy naezdnik - The old Jockey
- 1960 Evgeniya Grande
- 1961 Duel
- 1962 Ispoved
- 1963 Nu als U gaat (Russisch: Теперь пусть уходит)
- Konec Sankt-Peterburga (Russisch): Конец С.-Петербурга (Het einde van Sint-Petersburg)

## Publicaties
- Storm Bull: Index to biographies of contemporary composers - Vol. II, Metuchen, N.J.: Scarecrow Press, 1974, 567 p.
- Michel-Dimitri Calvocoressi: A survey of Russian music, Harmondsworth, Middlesex, England: Penguin Books, 1944.
- Alexandria Vodarsky-Shiraeff: Russian composers and musicians - A biographical dictionary, New York: H. W. Wilson, 1940, 158 p.

- Bibliothèque nationale de France: cb16143763j (data)
- Gemeinsame Normdatei: 134906470
- International Standard Name Identifier: 0000 0000 7182 4892
- Library of Congress Control Number: no88003696
- Nationale Bibliotheek van Letland: 000294576
- MusicBrainz: 6d433650-e73c-4fd7-a201-4ab41c623219
- Nationale Bibliotheek van Tsjechië: mzk2011658060
- Système universitaire de documentation: 157651924
- Virtual International Authority File: 101011164
- WorldCat: E39PBJt8gM86rg9GdwrhCDtBT3